# Feuerwehr Dessau-Roßlau
Die Feuerwehr Dessau-Roßlau unterteilt sich in Berufsfeuerwehr und Freiwillige Feuerwehr. Die Freiwillige Feuerwehr (FF) wurde am 13. November 1863 und die Berufsfeuerwehr (BF) wurde am 1. April 1923 gegründet.

## Berufsfeuerwehr
Die Berufsfeuerwehr betreibt eine Feuer- und Rettungswache in der Innsbrucker Straße 8. Amtsleiter ist Martin Müller.

### Abteilungen der Berufsfeuerwehr
Abwehrender Brandschutz
Zum Abwehrenden Brandschutz gehören die Integrierte Rettungsleitstelle, die Brandbekämpfung, die Technische Hilfeleistung, der Rettungsdienst, der Bereich Technik und Versorgung sowie die Abrechnungsstelle rettungsdienstlicher Leistungen.
Vorbeugender Brandschutz
Zu den Hauptaufgaben des Vorbeugenden Brandschutz gehören die Brandsicherheitsschau, die Brandschutztechnische Begutachtung vor Bauvorhaben im Rahmen des Baugenehmigungsverfahrens und die damit verbundene Überprüfung der Bauausführungen.
Zivil- und Katastrophenschutz
Zum Sachgebiet Zivil- und Katastrophenschutz gehört die Einsatzvorbereitung zu Katastrophenlagen wie Hochwasser, schwere Unfälle usw., Koordinierung der Arbeit der Freiwilligen Feuerwehr und der Wasserwehr.

## Freiwillige Feuerwehr
Die Freiwillige Feuerwehr Dessau-Roßlau besteht aus 13 Ortsteilfeuerwehren, sie wird durch den Stadtwehrleiter geleitet und ist Mitglied im Stadtfeuerwehrverband Dessau e.V. In den Freiwilligen Feuerwehren bestehen zehn Jugendfeuerwehren und neun Kinderfeuerwehren.
Folgende Ortsteilfeuerwehren existieren im Stadtgebiet:
- FF Alten
- FF Kochstedt
- FF Kühnau (Großkühnau, Kleinkühnau)
- FF Meinsdorf
- FF Mildensee
- FF Mosigkau
- FF Mühlstedt
- FF Rodleben
- FF Roßlau
- FF Sollnitz
- FF Streetz / Natho
- FF Süd
- FF Waldersee

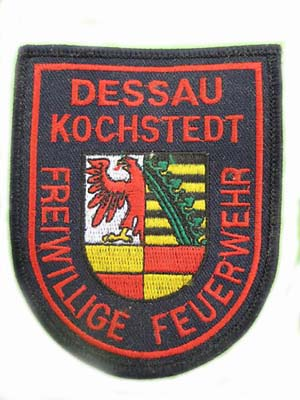
Ärmelabzeichen der FF Kochstedt
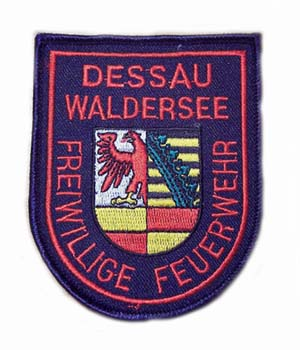
Ärmelabzeichen der FF Waldersee
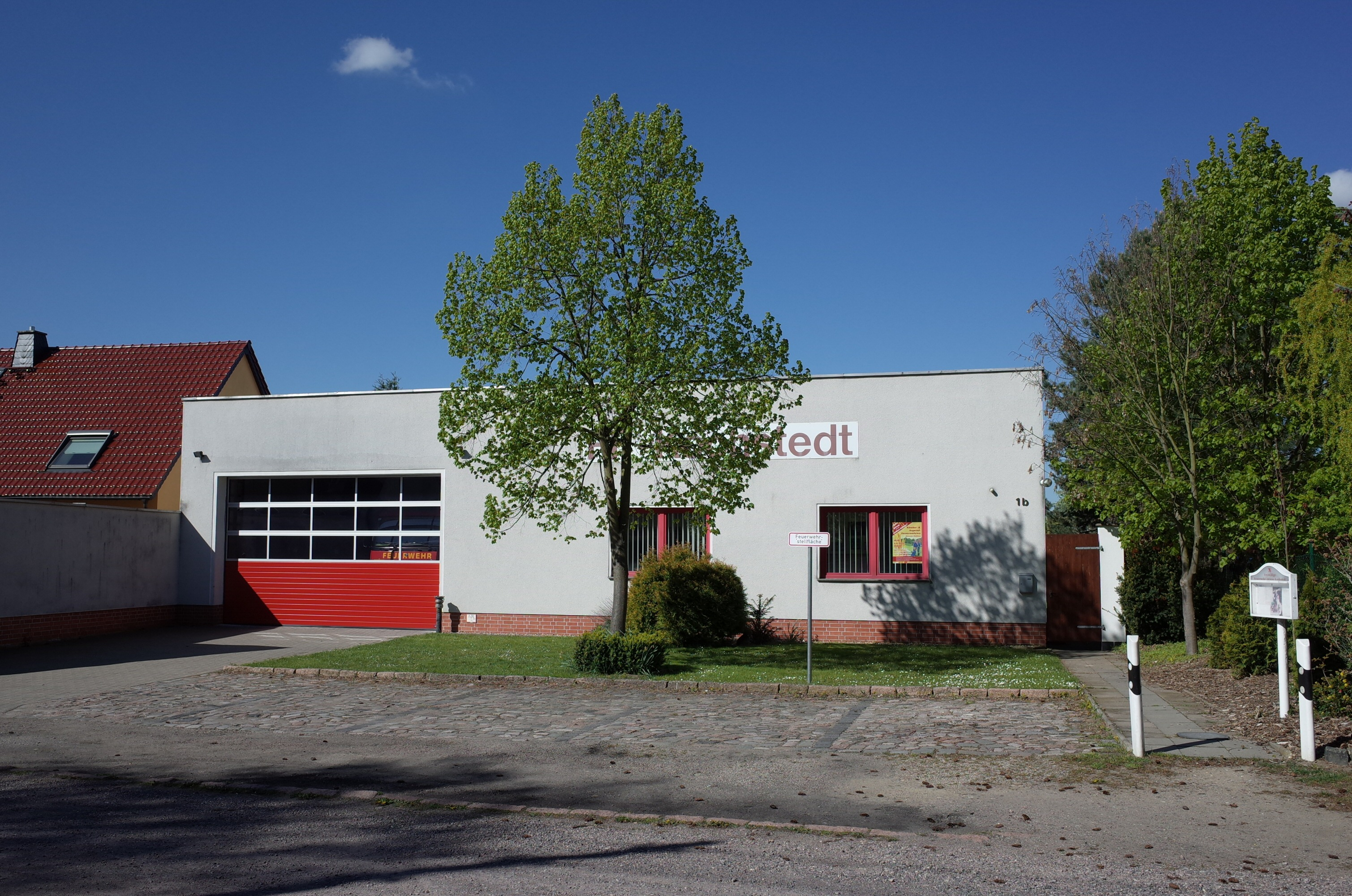
Feuerwehrhaus der FF Kochstedt
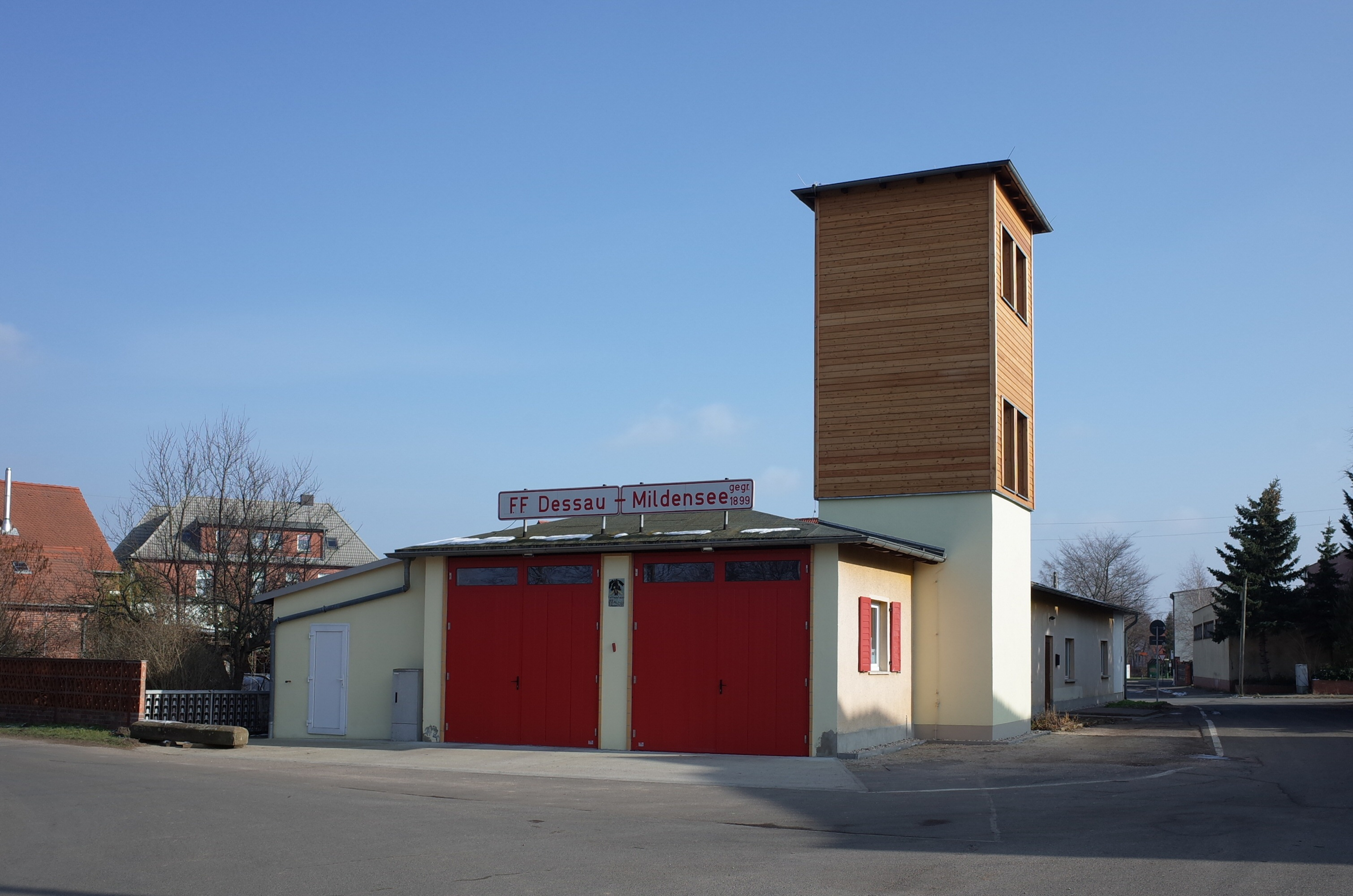
Feuerwehrhaus der FF Mildensee
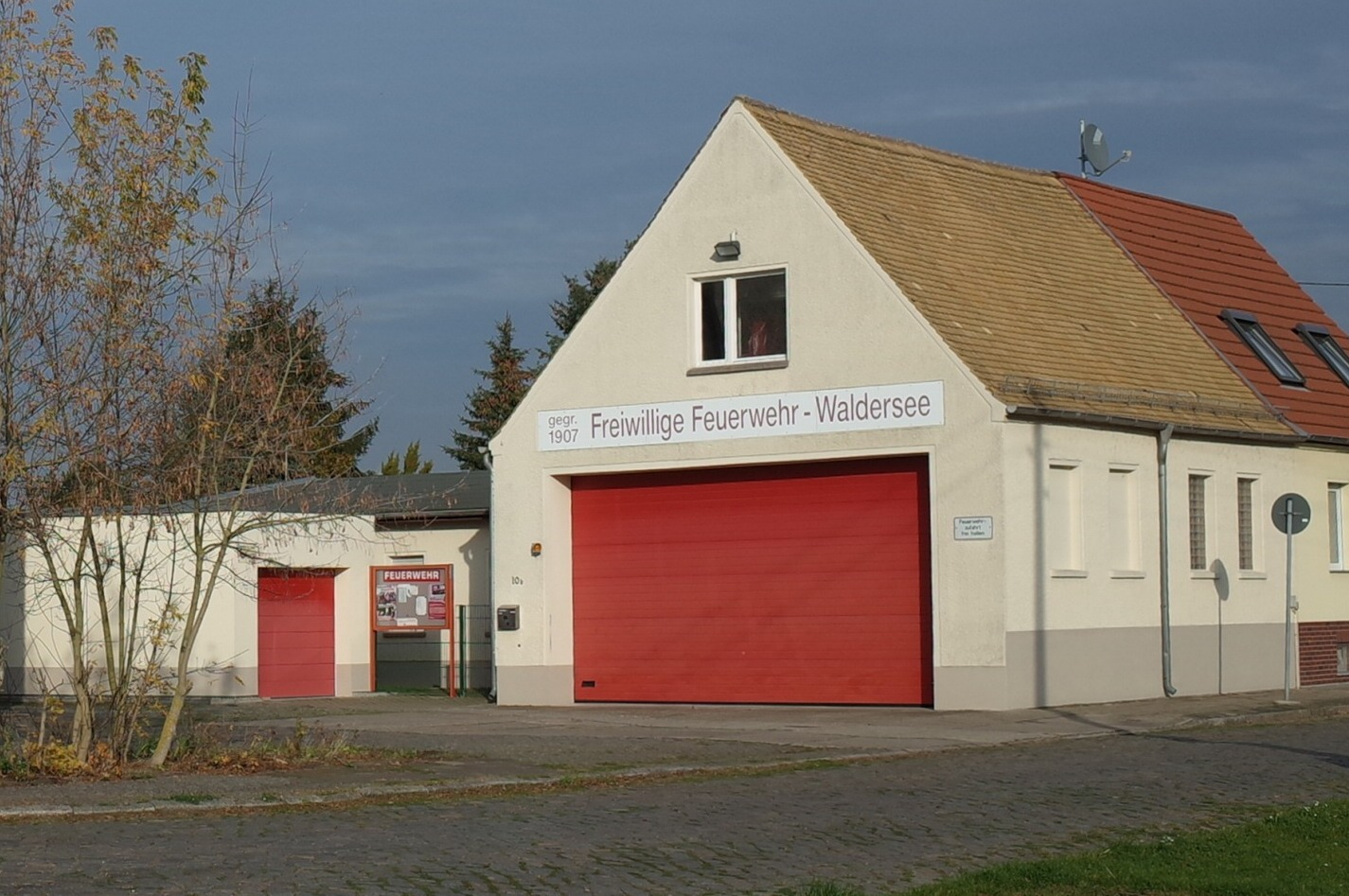
Feuerwehrhaus der FF Waldersee
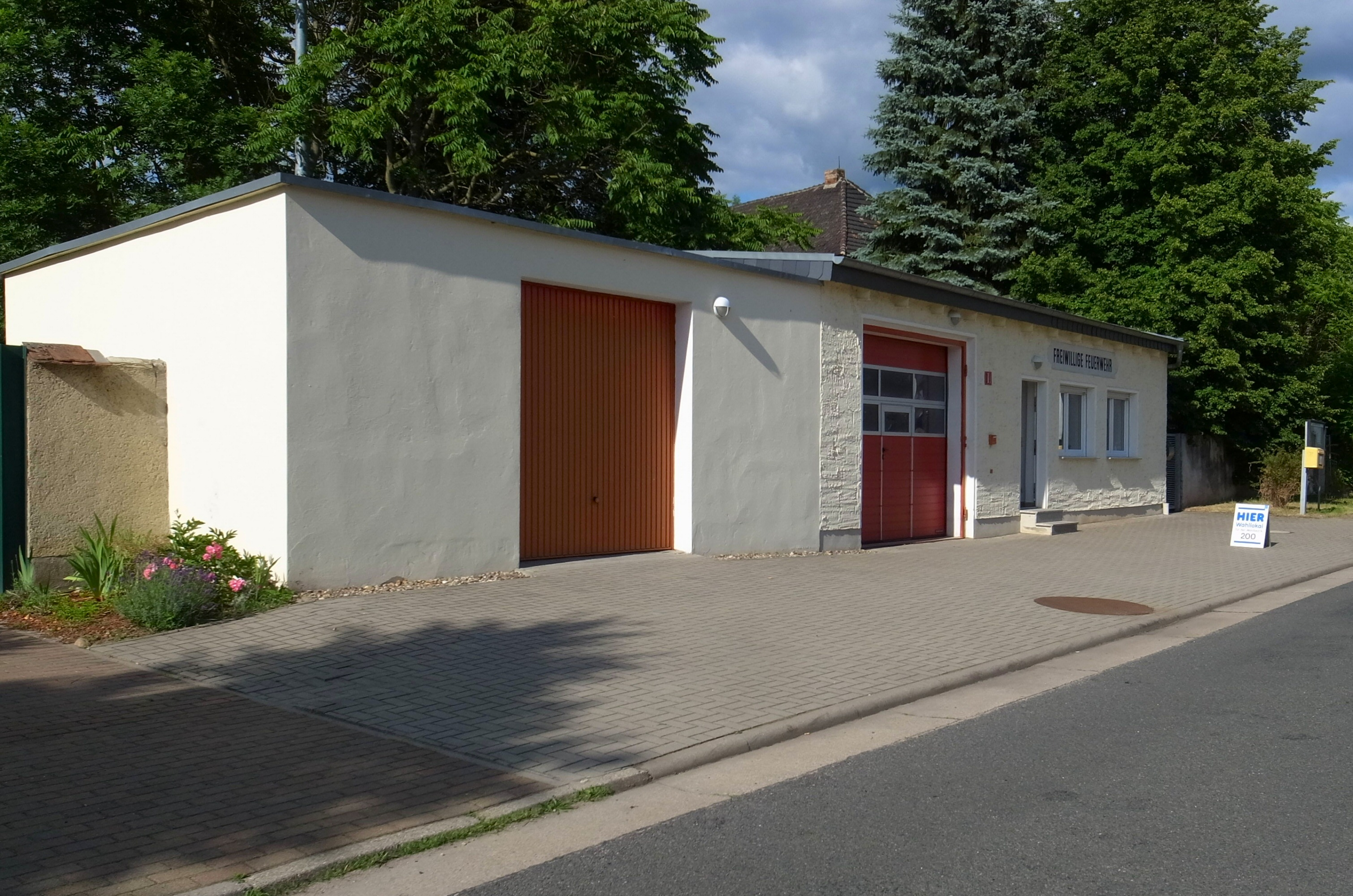
Feuerwehrhaus der FF Neeken
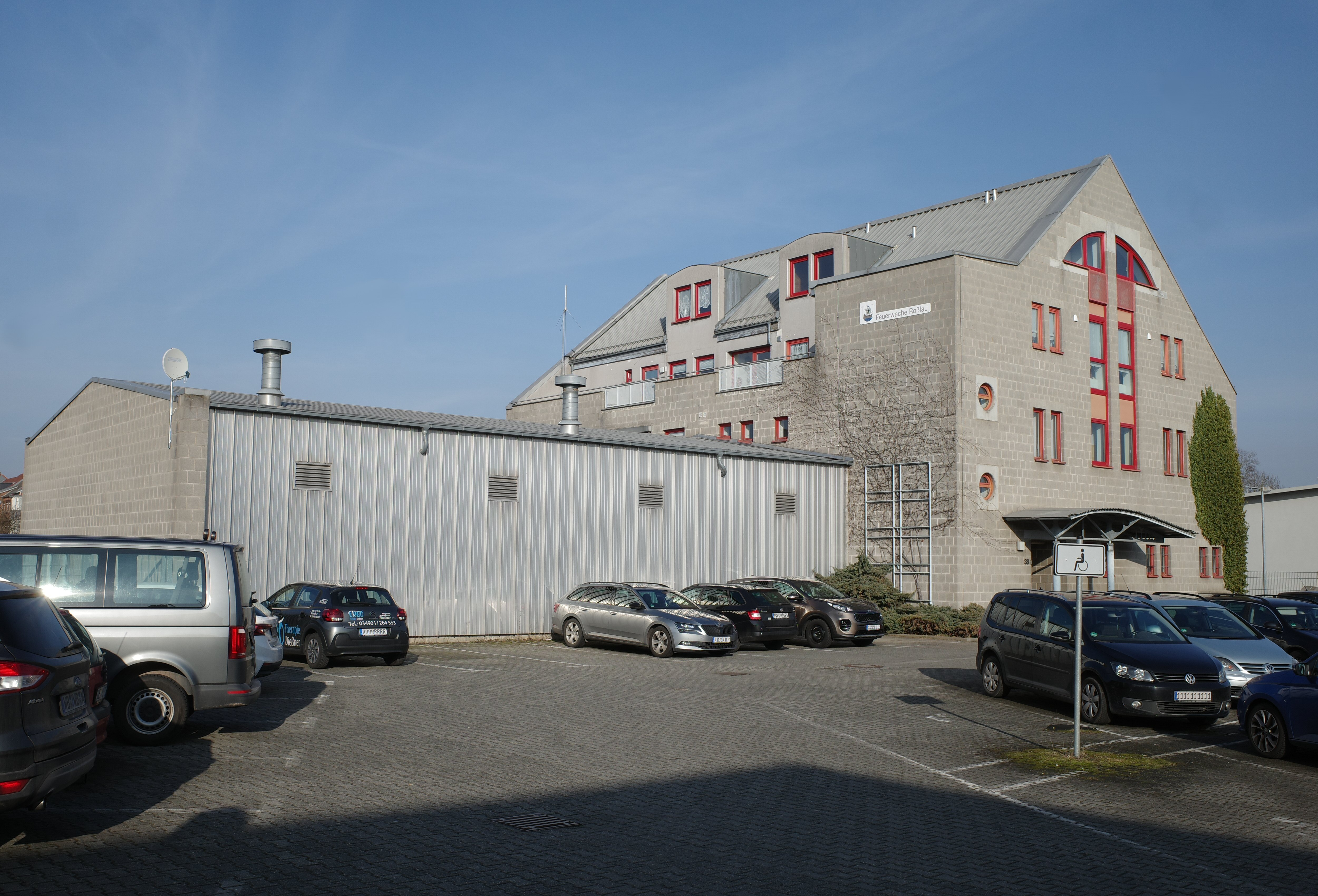
Feuerwache Roßlau
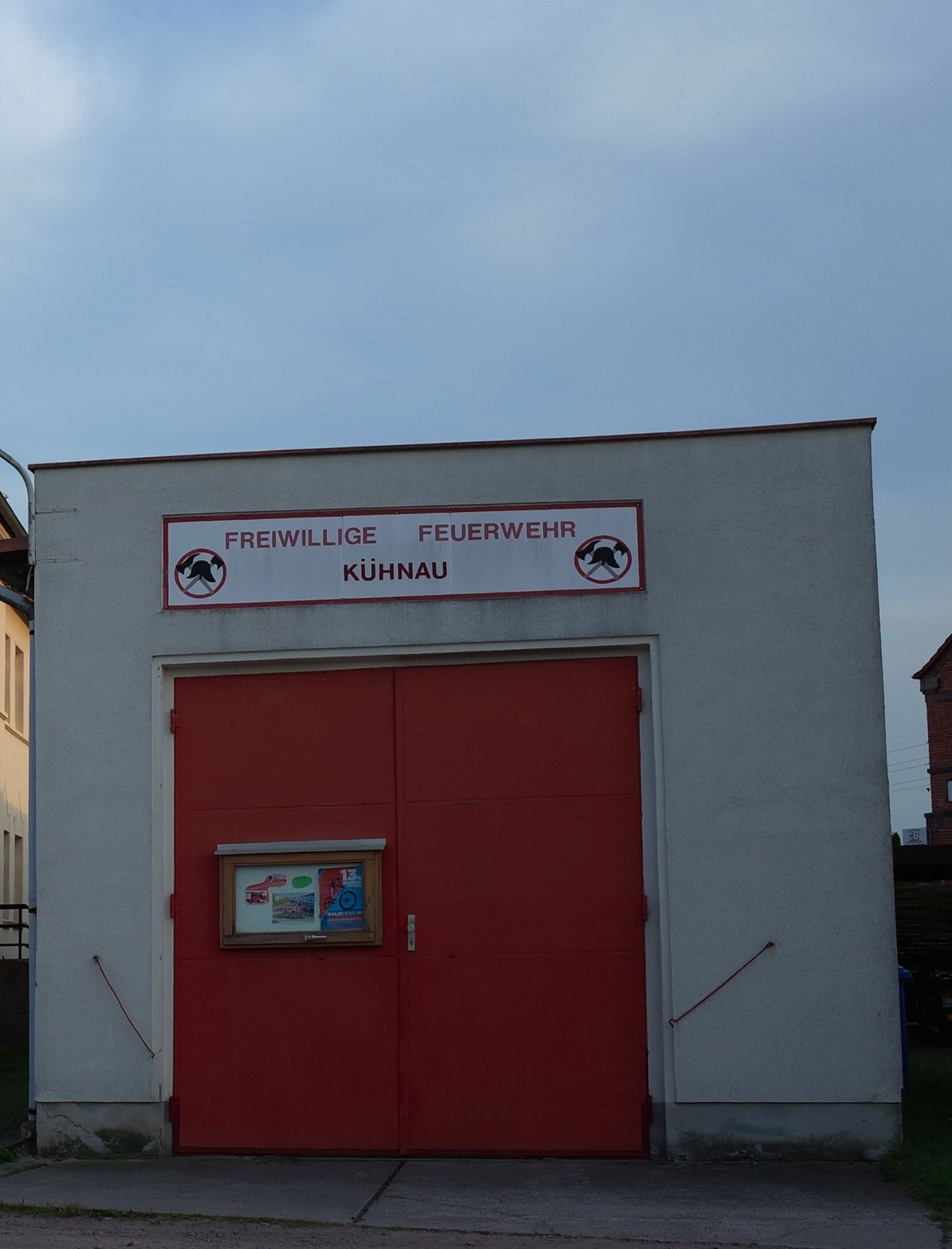
Feuerwehrhaus der FF Kühnau
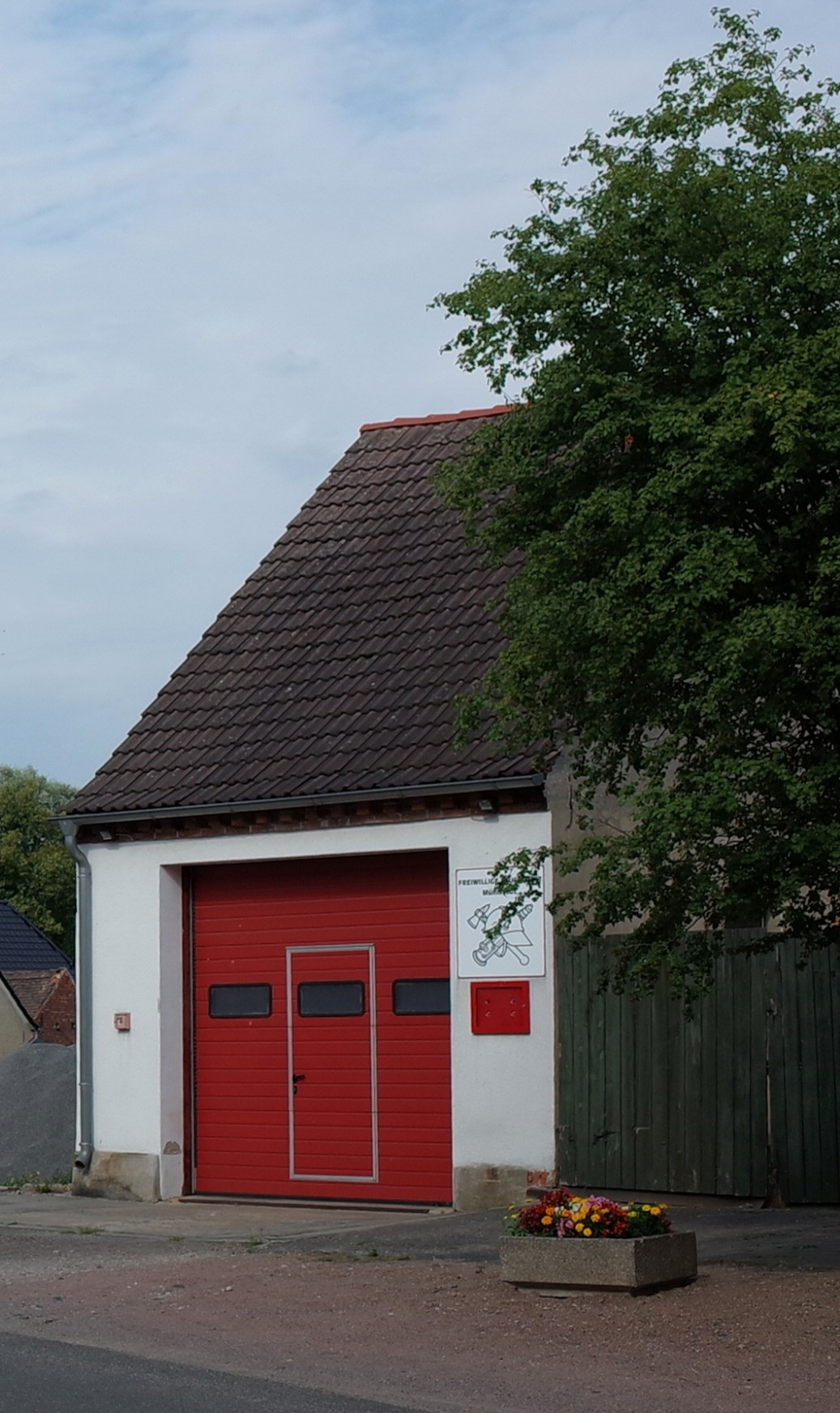
Feuerwehrhaus der FF Mühlstedt

## Großereignisse
- Rathausbrand um 1910

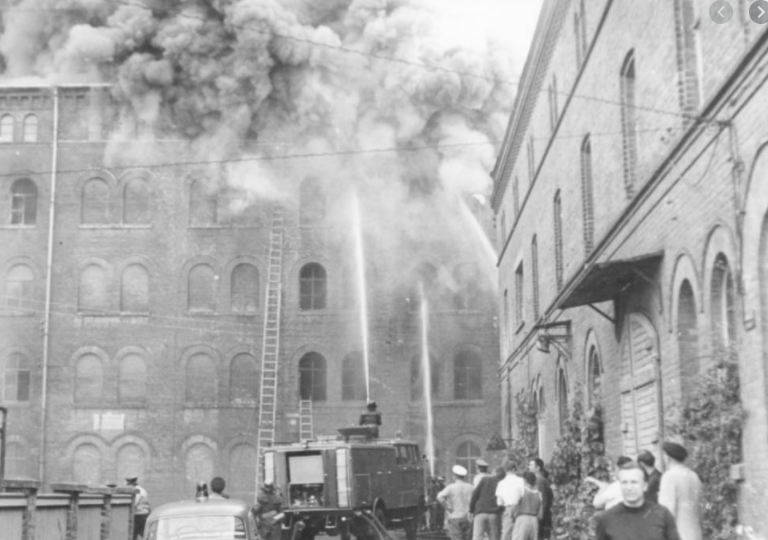
Großbrand der Jonitzer Mühle am 2. Juli 1971

- Bombardierung von Dessau am 7. März 1945
- Großbrand Jonitzer Mühle im Ortsteil Waldersee am 2. Juli 1971
- Großbrand in der Discothek „BIG“ im Juni 2001[4]
- Elbehochwasser 2002 und 2013
- Großbrände leerstehender Gebäude 2020
- Großbrand im alten Schlachthof im Ortsteil Rodleben 2021